# Brasiliens Grand Prix 1973
Brasiliens Grand Prix 1973 var det andra av 15 lopp ingående i formel 1-VM 1973. Detta var det första F1-loppet som kördes i Brasilien. 

## Resultat
1. Emerson Fittipaldi, Lotus-Ford, 9 poäng
2. Jackie Stewart, Tyrrell-Ford, 6
3. Denny Hulme, McLaren-Ford, 4
4. Arturo Merzario, Ferrari, 3
5. Jacky Ickx, Ferrari, 2
6. Clay Regazzoni, BRM, 1
7. Howden Ganley, Williams (Iso Marlboro-Ford)
8. Niki Lauda, BRM
9. Nanni Galli, Williams (Iso Marlboro-Ford)
10. François Cévert, Tyrrell-Ford
11. Carlos Reutemann, Brabham-Ford
12. Luiz Bueno, Surtees-Ford

### Förare som bröt loppet
- Jean-Pierre Beltoise, BRM (varv 23, elsystem)
- Mike Beuttler, Clarke-Mordaunt-Guthrie (March-Ford) (18, överhettning)
- Carlos Pace, Surtees-Ford (9, upphängning)
- Mike Hailwood, Surtees-Ford (6, växellåda)
- Jean-Pierre Jarier, March-Ford (6, växellåda)
- Ronnie Peterson, Lotus-Ford (5, hjul)
- Wilson Fittipaldi, Brabham-Ford (5, överhettning)
- Peter Revson, McLaren-Ford (3, växellåda)